# Naze
Naze (jap. 名瀬市, -shi) ist eine Stadt auf der Insel Amami-Ōshima in der japanischen Präfektur Kagoshima.

## Geschichte
Das Dorf Naze (名瀬村, -son) wurde am 1. April 1908 im Landkreis Ōshima gegründet. Am 1. Oktober 1922 wurde es zur Chō und am 1. Juli 1946 von der US-amerikanischen Militärverwaltung zur Shi ernannt. Am 25. Dezember 1953 wurde die Inselgruppe mitsamt Naze an Japan zurückgegeben. Am 1. Februar 1955 wurde das Dorf Mikata (三方村, -son) aus dem Landkreis Ōshima eingemeindet.
Am 20. März 2006 vereinigte sich Naze mit der Stadt Kasari (笠利町, -chō) und dem Dorf Sumiyō (住用村, -son), je im Landkreis Ōshima, zur neuen Stadt Amami.

## Verkehr
Über die Insel führt die Nationalstraße 58 nach Setouchi. Die Straße führt auch – immer wieder unterbrochen durch das Wasser – bis nach Kagoshima auf Kyūshū und Naha auf Okinawa.
Außerdem bestehen Fährverbindungen vom Hafen Naze (名瀬港, Naze-kō) zu den Nachbarinseln bis nach Kagoshima bzw. Naha.

## Bildung
In Naze befinden sich je 7 Grund- und Mittel- sowie 3 Oberschulen. Des Weiteren gibt es die Fachschule für Krankenpflege und Wohlfahrt Amami (奄美看護福祉専門学校, Amami Kango Fukushi Semmon Gakkō) und die Fachschule für Datenverarbeitung Amami (奄美情報処理専門学校, Amami Jōhō Shori Semmon Gakkō).

## Persönlichkeiten
- Kida Minoru (1895–1975), Schriftsteller